# Beamtentum

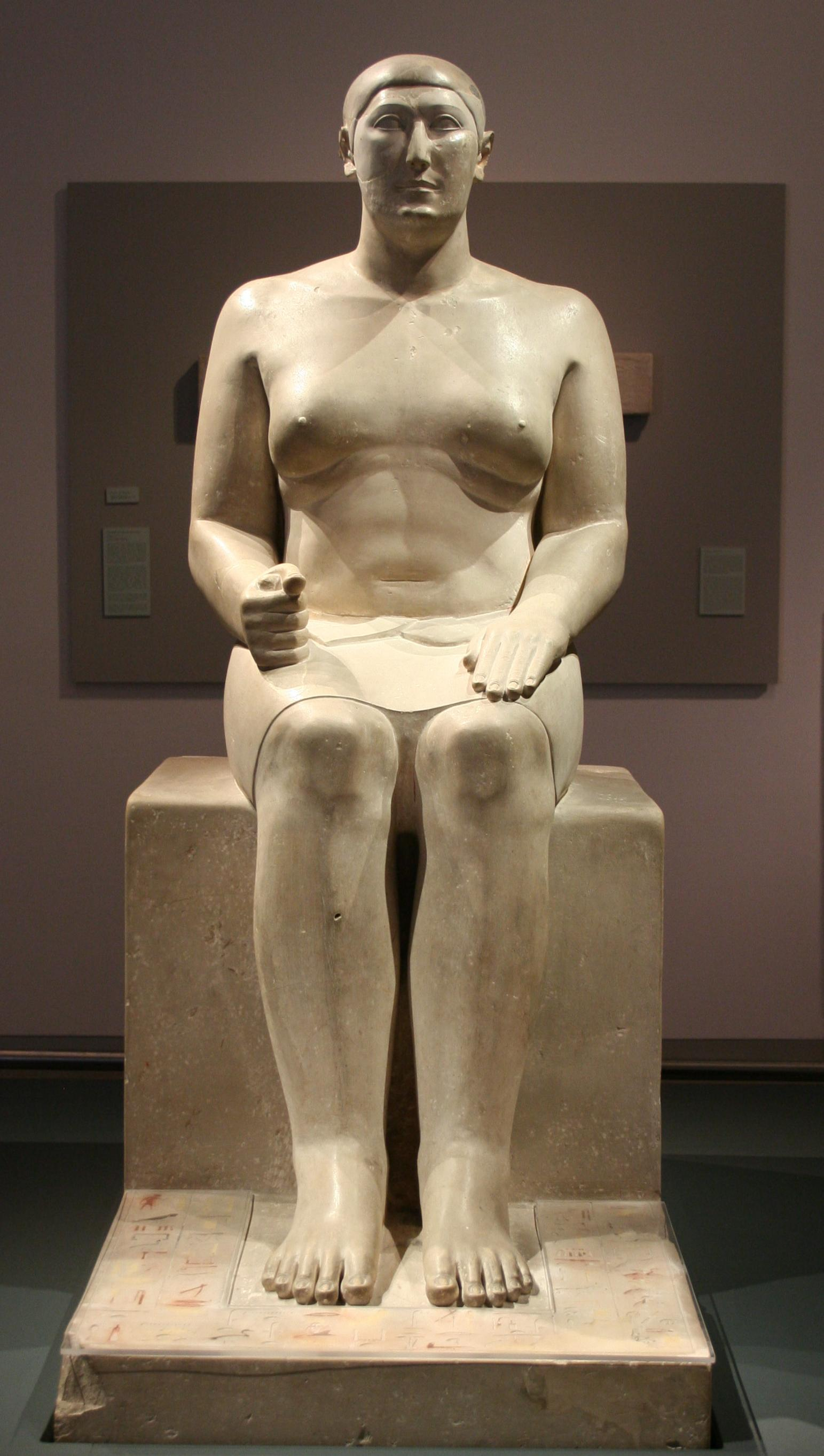
Statue des Hemiunu, höchster Beamter des Pharaos Cheops

Das Beamtentum bildet eine Gruppe des Personalkörpers der Administrative eines Gemeinwesens. Die rechtlichen Rahmenbedingungen der Tätigkeit von Beamten unterscheiden sich deutlich von denen anderer Arbeitnehmer, auch denen der Arbeitnehmer im öffentlichen Dienst: Der Beamte hat eine besondere Treuepflicht gegenüber seinem Dienstherrn, der im Gegenzug im Rahmen der Fürsorgepflicht während des aktiven Dienstes, bei Krankheit und Invalidität und im Ruhestand für einen angemessenen Lebensunterhalt des Beamten zu sorgen hat (Alimentationsprinzip). Aufgrund des besonderen Treueverhältnisses zwischen Dienstherrn und Beamten gehört dieser in der Regel (außer Beamte auf Zeit) lebenslang – also auch im Ruhestand – dem Beamtentum an.

## Begriff
Das Wort Beamter (also ein Beamter bzw. der Beamte) entstand als Substantivierung des veralteten verkürzten Partizips beamt, dessen ungekürzte Form beamtet ist und die „als Beamter bzw. Beamtin angestellt, tätig“ bedeuten. (Das Verb beamten ist schon lange veraltet und war immer sehr selten.) Im Duden ist die aktuelle Verwendung mit der Beamte/ein Beamter; des/eines Beamten, die Beamten/zwei Beamte dokumentiert.
Die weibliche Form lautet nur die Beamtin. Die (analog zu die Angestellte gebildete) Form die Beamte wird vom Duden als falsch bezeichnet und ist so selten, dass sie im Duden online überhaupt nicht erwähnt wird. DWDS führt die Form hingegen auf, bezeichnet sie jedoch als „selten“.

## Beamte in privaten Betrieben
Bis in die Zeit der Weimarer Republik wurden in einzelnen Unternehmen der deutschen Industrie die mit Leitungs- und Verwaltungsfunktionen betrauten Gehaltsempfänger ebenfalls als „Beamte“ (AEG, Krupp) bzw. „Privatbeamte“ (Siemens & Halske) bezeichnet. Diese standen in einem besonderen Vertrauensverhältnis zur Firma und waren in ihren Rechten und Pflichten denen der Staatsbeamten angeglichen (siehe auch unter Beamtensiedlung Bliersheim oder Gröba-Siedlung), blieben aber faktisch lediglich angestellt und zahlten auch in dieselben Sozialversicherungen ein wie Angestellte. Diese innerbetriebliche und Selbstbezeichnung war gesellschaftlich anerkannt, auch bei einigen Privatbanken und Versicherungen betonte man die wirtschaftliche (Macht)-Stellung ihrer Leitenden Angestellten durch die Bezeichnung „Bankbeamte“ bzw. „Versicherungsbeamte“. Die Bezeichnung „Angestellter“ setzte sich erst in den 1890er Jahren durch, die Bezeichnungen als Beamte hielten sich teils noch bis nach dem Zweiten Weltkrieg.

## Geschichte des Beamtentums

### Frühgeschichte und Antike
Die Ursprünge des Beamtentums liegen im Beginn der Entwicklung des Staatswesens. Im Alten Ägypten, den orientalischen Staaten, im Indien des Altertums, im Kaiserreich China und im Römischen Reich gab es bereits Beamte. Sie waren einem absoluten Herrscher verpflichtet, der sich im Gegenzug für ihre unbedingte Treue verpflichtete, für ihren lebenslangen Unterhalt zu sorgen. Ein wesentliches Merkmal auch des modernen Beamtentums wurde damit wohl bereits im 3. Jahrtausend v. Chr. entwickelt. Als ein weiteres prägendes Merkmal ist die hierarchische Ordnung des Beamtentums zu nennen, die sich bis heute weitgehend erhalten hat. Nur im antiken Griechenland war bereits die heute verbreitete Verpflichtung der Beamten auf Staat und Gesetz bekannt.

#### Beamtentum im römischen Reich
In der Zeit der römischen Republik können hinsichtlich der staatlichen Entscheidungsgremien drei Bereiche unterschieden werden:
- die Magistratur[7] mit Elemente des „monarchischen“,
- der römischen Senats mit Charakteristiken des „aristokratischen“,
- die Comitien mit „volksdemokratischen“ Aspekten.

Die römischen Beschlussorgane und die Exekutive bildeten im Kern der Senat und die Magistrate. Beide Institutionen bildeten den Drehpunkt der staatlichen Ordnung. Dabei stellte die Volksversammlung ein hauptsächlich legislatives und zur Beamtenwahl bestimmendes Organ dar. Die Mitglieder der Magistraturen waren allesamt Ehrenämter und folglich ohne Besoldung. Daraus ergab sich, dass die Beamten der Nobilität oder den anderen wohlhabenden Schichten (Eques) angehörten.
Mit dem Ende der Republik und dem Beginn des Prinzipats als Staatsform – sie stellte einen Ausgleich zwischen republikanischer Tradition und den monarchistischen Tendenzen dar, wobei jedoch die reale Macht an der Spitze gebündelt wurde und die anderen staatlichen Gremien weitgehend entmachtet wurden – stand der Princep bzw. Kaiser, der autokratisch mittels seiner Amtsgewalt und erweiterten Befugnissen das politische und alltäglich gesellschaftliche Handeln bestimmte. Das formal weiterbestehende republikanische System stellte lediglich eine Fassade zur Akzeptanz der neuen Ordnung dar. Die Macht des Kaisers bei der Ernennung von Beamten bzw. der staatlichen Lenkung blieb bestehen und wurde bis in die Spätantike ausgebaut, wobei das politische Tagesgeschäft vom Verwaltungsapparat erledigt wurde.

### Mittelalter
Als Vorläufer der Beamten nach heutigem Verständnis können etwa die Ministerialen im deutschen Reich des Hochmittelalters gelten. Diese unfreien Amtsträger erlangten unter der Herrschaft der Salier neben adeligen Höflingen vermehrt Bedeutung in der Durchsetzung der dieses Königshaus kennzeichnenden strammen Königsmachtpolitik.
Der staufische Kaiser Friedrich II. verfügte für das Königreich Sizilien 1231 die Konstitutionen von Melfi und schuf damit eine Form der staatlichen Verwaltung, wie sie im damaligen Europa beispiellos war. So wurde regnum sicilum zunehmend auf eine weltliche Organisation gestützt, deren Beamte bei guter Besoldung und geregelter Altersversorgung (Abschaffung des Panisbriefs als Almosen), einer umfassenden Kontrolle und besonderen Gehorsamspflichten unterworfen waren. Davor dienten im Feudalismus traditionell meist lokale Kleriker als höhere Beamte dem Reisekönigtum, was in den betreffenden Ländern bis heute in den Titeln der höchsten Beamten im Staat (Kanzler, Minister, …) erhalten geblieben ist.

### Deutschland

#### Neuzeit
Der preußische Soldatenkönig Friedrich Wilhelm I. formalisierte die Ausbildung und gilt als „Vater des Berufsbeamtentums“. Sein aufgeklärt-absolutistischer Sohn Friedrich II. (der Große) war es dann, der das Gemeinwohl zum Primärziel erhob und sich selbst als ersten Diener des Staates sah. Er führte den Ausbau des Berufsbeamtentums fort. Die Beamten waren zunächst eine kleine Revolutionstruppe des Monarchen. Sie lösten einen vielfach korrupten und inkompetenten Landadel ab. Zu diesem Zwecke kämpften sie gegen die geburtsständischen Vorrechte des Dienstadels, bei dem zum Beispiel der Titel „von“ die Qualifikation ersetzen sollte. An die Stelle des aristokratischen Dünkels setzten die Beamten das bürgerliche Leistungsprinzip.
Doch erst seit dem Beginn des 19. Jahrhunderts ist das europäische Beamtentum dem Staat und dem Gesetz verpflichtet. Wesentlich für die Entstehung des modernen Beamtentums waren die Auswirkungen der Französischen Revolution. So sprach erstmals das 1794 erlassene „Allgemeine Landrecht für die preußischen Staaten (ALR)“ auch in juristischer Form von „Dienern des Staates“ – und nicht mehr des Landesherrn – und regelte Anstellung und Entlassung. Hierbei wurden auch die hergebrachten Grundsätze des Berufsbeamtentums fundamentiert. Die übrigen deutschen Länder folgten dieser Entwicklung alsbald. So fügte das Großherzogtum Baden 1818 seiner neuen Verfassung ein „Dieneredikt“ an, das die Unwiderruflichkeit der Anstellung aussprach und eine Entlassung wegen Dienstvergehens nur aufgrund richterlichen Erkenntnisses zuließ.
Das Wort „Beamter“ hat sich dann erst im Lauf des 19. Jahrhunderts allmählich eingebürgert. Denn er galt zunächst nur für die preußischen Domänenpächter, während die Zivilbeamten „königliche Diener“ hießen. Auch von landesherrlichen „Dienern“ war noch lange die Rede. Den späteren Beamtengesetzen gingen Dieneredikte voraus und Personalakten wurden teilweise noch bis ins 20. Jahrhundert hinein „Dienerakten“ genannt. Somit war der Begriff „Diener“ lange sehr verbreitet, woraus die noch heute zumeist umgangssprachlich verwendete Bezeichnung „Staatsdiener“ resultierte.
Die Ausbildung und das Wesen des Beamtentums charakterisierte Georg Friedrich Knapp in einer Rede am 1. Mai 1891 wie folgt: „Es muss Gelehrte geben, die den Leitern des Staates den geschichtlichen Zusammenhang der Dinge nachweisen, damit sie, die Beamten nicht von den landläufigen Meinungen überwältigt werden.“ „Unsere Beamten […] werden sich nicht mehr das Heft aus der Hand nehmen lassen, auch von parlamentarischen Mehrheiten nicht, die wir ja meisterhaft zu behandeln wissen. Keine Herrschaft wird so leicht ertragen, ja so dankbar empfunden, wie die Herrschaft hochsinniger und hochgebildeter Beamten. Der deutsche Staat ist ein Beamtenstaat – hoffen wir, daß er in diesem Sinne ein Beamtenstaat bleibt.“

#### Weimarer Republik
Anfang des 20. Jahrhunderts und auch in der Weimarer Republik hatte das deutsche Beamtentum überwiegend eine konservative Grundhaltung. Die Staatsumwälzung vom November 1918 wurde – auch in den Lehrbüchern für Beamte – skeptisch und als Faktum betrachtet, aber nicht innerlich akzeptiert. Der Staatsapparat fühlte sich hauptsächlich dem Staat selbst verpflichtet, viel weniger der demokratischen Gesellschaft oder dem Parlamentarismus.
In der Weimarer Reichsverfassung (WRV) waren im Artikel 129 die Grundlagen des Berufsbeamtentums festgelegt. Lehrer an öffentlichen Schulen waren Staatsbeamte (Art. 143 WRV). Die Endphase der Weimarer Republik unter Reichskanzler Brüning war durch eine strikte Austeritäts- und Deflationspolitik geprägt. Auf der Basis von gemäß Art. 48 WRV erlassenen Notverordnungen wurden im öffentlichen Dienst nominelle Einkommenssenkungen von 18 – 23 % durchgeführt [S. 155]. Auch die Ruhegehälter der Beamten wurden gesenkt. Die Betroffenen sahen die Herabsetzung als Eingriffe in die in Art 129 WRV geschützten `wohlerworbenen Rechte´ der Beamten [S. 160].

#### Nationalsozialismus
Unter der Herrschaft des Nationalsozialismus wurden die Beamtenverhältnisse umgestaltet zu einer unbedingten Bindung an die Person Adolf Hitlers, auf den auch vorhandene Beamte einen Führereid ablegen mussten, sowie zu einem Treueverhältnis zur nationalsozialistischen Bewegung, weshalb sie am 8. Mai 1945 erloschen.
Bereits 1933 waren mit dem Gesetz zur Wiederherstellung des Berufsbeamtentums alle jüdischen Beamten, die nicht vom Frontkämpferprivileg profitieren konnten, sowie politisch missliebige Beamte ihres Amtes enthoben worden. Alle im Beamtenstatus befindlichen Personen mussten von nun an den sogenannten Ariernachweis erbringen, der belegen sollte, dass der Beamte bis zurück zu den Großeltern keine Vorfahren jüdischer Religionszugehörigkeit hatte.
In der Zeit des Nationalsozialismus wirkte die herrschende Staatstreue regimeerhaltend, da auch verbrecherische Maßnahmen, wenn sie nur formaljuristisch korrekt waren, von der überwiegenden Mehrzahl der ausführenden Beamten mit getragen oder zumindest geduldet wurden. Robert d’Harcourt, der diese Vorgänge im Auftrag der Alliierten untersuchte, stellte dazu fest: „Das deutsche Beamtentum arbeitet mit beneidenswerter Effizienz, allerdings im Unrecht genauso wie im Recht. Es hat nichts anderes gelernt, als sich einfach einem Räderwerk gleich zu drehen.“

#### Nachkriegszeit
Artikel 33 des Grundgesetzes (GG) garantiert das Berufsbeamtentum als Einrichtung. Zwingend ist das Beamtenverhältnis aber nur in der Hoheitsverwaltung und dort als Regelfall. Ansonsten ist der Einsatz den öffentlichen Dienstherren freigestellt und politisch zu entscheiden. Das gilt auch für die Lehrer an öffentlichen Schulen, für die vormals die WRV zwingend das Beamtenverhältnis vorgeschrieben hatte. In Bayern haben allerdings immer noch nach Art. 133 der Verfassung die „Lehrer an öffentlichen Schulen (...) grundsätzlich die Rechte und Pflichten der Staatsbeamten“. Das Beamtenrecht muss durch Gesetz geregelt werden, wobei die hergebrachten Grundsätze des Berufsbeamtentums zu berücksichtigen, aber nicht unter allen Umständen zu beachten sind. Dem Gesetzgeber verbleibt ein weiter Raum zur Fortentwicklung des Beamtenrechts. Einen „Schutz wohlerworbener Rechte“, den die WRV enthielt, kennt das GG nicht.
Das Bundesverfassungsgericht folgert aus Artikel 33 GG, dass das Berufsbeamtentum eine Institution sei „die, gegründet auf Sachwissen, fachliche Leistung und loyale Pflichterfüllung eine stabile Verwaltung sichern und damit einen ausgleichenden Faktor gegenüber den das Staatsleben gestaltenden politischen Kräften darstellen soll.“
Die Rechtsverhältnisse der ehemaligen Beamten wurden im Jahr 1951 durch das Gesetz zu Artikel 131 des Grundgesetzes geregelt. Es gewährte keinen individuellen Anspruch auf Wiederverwendung, verpflichtete aber die öffentlichen Dienstherren, ehemalige Beamte vorrangig auf 20 Prozent der Planstellen unterzubringen. In der Praxis wurden auch höhere Anteile erreicht. Ausschlusstatbestände wirkten nur begrenzt. Verfassungsbeschwerden ehemaliger Beamter, die weitergehende Ansprüche stellen und dafür den Fortbestand ihrer erloschenen Beamtenverhältnisse behaupten wollten, wies das Bundesverfassungsgericht zurück.
In der SBZ und in der DDR gab es keinen Beamtenstatus, sondern in vergleichbarer Funktion ausschließlich Staatsangestellte. Einige der vormaligen Amtsbezeichnungen existierten jedoch als Ehrentitel weiter, die bei besonderen Verdiensten verliehen wurden, wie z. B. Medizinalrat, Studienrat oder Oberstudienrat.

#### Neuere Entwicklungen
Nach einer Privatisierung können bei den jeweiligen Nachfolgeunternehmen (zum Beispiel der Bundesanstalt für Flugsicherung, der Deutschen Bundespost und der Deutschen Bundesbahn) keine Beamten mehr neu eingestellt werden. Jedoch können Beamte, die bei den Behörden tätig waren, dort verbleiben. Auch können dort arbeitende Beamte in das Angestelltenverhältnis wechseln, insbesondere im Rahmen der sogenannten Insichbeurlaubung.
Außerdem gibt es die Möglichkeit, Beamten vorübergehend oder dauerhaft eine Tätigkeit bei einem privatrechtlichen Arbeitgeber zuzuweisen (§ 29 Bundesbeamtengesetz (BBG), § 20 Beamtenstatusgesetz, § 4 Abs. 4 Postpersonalrechtsgesetz). Hier fehlte aber früher eine Regelung zur Vertretung dieser Beschäftigten im Rahmen des Betriebsverfassungsgesetzes durch einen Betriebsrat, da diese Personen dort kein Wahlrecht besaßen (BAG-Beschluss vom 28. März 2001 – 7 ABR 21/00). Durch Gesetz vom 29. Juli 2009 wurde § 5 Abs. 1 BetrVG um einen Satz 3 erweitert, der folgende Fassung hat: „Als Arbeitnehmer gelten ferner Beamte, Soldaten sowie Arbeitnehmer des öffentlichen Dienstes einschließlich der zu ihrer Berufsausbildung Beschäftigten, die in Betrieben privatrechtlich organisierter Unternehmen tätig sind.“
Der Bund hat gemäß Art. 74 Absatz 1 Nummer 27 GG die konkurrierende Gesetzgebungszuständigkeit für die Statusrechte und -pflichten der Beamten der Länder, Gemeinden und anderen Körperschaften des öffentlichen Rechts sowie der Richter in den Ländern und davon mit dem Beamtenstatusgesetz Gebrauch gemacht. Die Zuständigkeit für das Besoldungs- und Versorgungsrecht der Landesbeamten hatte der Bund durch Grundgesetzänderungen in den Jahren 1971 und 2006 zuerst erlangt und dann wieder verloren. Eine unbegrenzte Auseinanderentwicklung der Bezüge im Bund und in den Ländern wird dadurch aber nicht gedeckt. Das Bundesverfassungsgericht hat eine mehrstufige Prüfung entwickelt, um im Streitfall festzustellen, ob der Gesetzgeber seinen „weiten Entscheidungsspielraum“ bei der Bemessung von Besoldung und Versorgung offensichtlich überschritten und den hergebrachten Grundsatz des amtsangemessenen Unterhalts verletzt hat. Quervergleiche zwischen den Besoldungsregelungen des Bundes und anderer Länder sind dabei einer von fünf Parametern, aus denen sich ein derartiges Indiz ergeben kann.